# SSSPM J1549-3544
SSSPM J1549-3544 är en ensam stjärna belägen i den mellersta delen av stjärnbilden Vargen. Den har en skenbar magnitud av ca 14,78 och kräver ett kraftfullt teleskop för att kunna observeras. Baserat på parallax enligt Gaia  Data Release 3 på ca 10,41 mas beräknas den befinna sig på ett avstånd av ca  313 ljusår (ca  96 parsec) från solen.

## Observation
SSSPM J1549-3544 visade sig från början ha hög egenrörelse i en undersökning från 2003 av bilder tagna av de optiska SuperCOSMOS Sky Surveys och av de nära-infraröda himmelundersökningarna 2MASS och DENIS. Den ansågs då vara en kall vit dvärg nära solen. Men mer detaljerade spektroskopiska observationer 2005 verkar visa att det inte är en vit dvärg, utan en höghastighetshalometallfattig subdvärg.

## Egenskaper
SSSPM J1549-3544 är en orange subdvärgstjärna i huvudserien av spektralklass sdK5. Den har en radie av ca 0,3 solradie och utsänder energi från dess fotosfär motsvarande ca 0,02 gånger solen vid en effektiv temperatur av ca 4 000 K.